# Sapaen
Sapaen is een bestuurslaag in het regentschap Timor Tengah Utara van de provincie Oost-Nusa Tenggara, Indonesië. Sapaen telt 757 inwoners (volkstelling 2010).